# لبیتو، آنگولا
لبیتو (به انگلیسی: Lobito) شهری در استان بنگوئلا واقع در کشور آنگولا است که در سال ۲۰۰۹ میلادی ۱۴۵٬۶۵۲ نفر جمعیت داشته است.